# Malford W. Thewlis
Pour les articles homonymes, voir Thewlis.
Malford Wilcox Thewlis, né le 4 décembre 1889 à Wakefield (Rhode Island) où il est mort le 3 juin 1956, est un médecin américain.
Pionnier de la gérontologie, il a cofondé l'American Geriatrics Society (en) en 1942. Il est commémoré par la conférence annuelle Thewlis sur la gérontologie et la gériatrie, établie à l'Université de Rhode Island. Comme neuropsychiatre, il a assisté le président américain Woodrow Wilson, à la suite d'un accident vasculaire cérébral en 1919. 

## Biographie
Thewlis est né le 4 décembre 1889 à Wakefield. Il est le fils de James E. Thewlis et de Viola (née Wilcox). Il obtient son doctorat en médecine à la Bowdoin Medical School du Maine en 1911,. 
Il épouse Christiane Cherfils (1895 – 1978) le 10 décembre 1919. Le couple aura un fils, Harold, qui devindra professeur de politique à l'Université de Rhode Island. 
Thewlis est l'un des rares médecins à prendre note du livre d'Ignatz Leo Nascher (en) de 1914, Geriatrics: The Diseases of Old Age and Their Treatment, et consacre sa vie aux soins des personnes âgées et à la recherche sur les maladies des personnes âgées. Il est l'auteur de The Care of the Aged: Geriatrics, publié pour la première fois en 1919. 
Thewlis est également un magicien amateur accompli. Membre de l'International Brotherhood of Magicians (en) il a recommandé la pratique de la prestidigitation comme astuce pour garder l'esprit et les mains souples.
Il meurt le 3 juin 1956 et est incinéré.

## Publications
- 1919 : Geriatrics-- a treatise on senile conditions, diseases of advanced life, and care of the aged, C. V. Mosby, St Louis.
- 1939 : Preclinical medicine; preclinical states and prevention of disease, Williams & Wilkins.
- 1941 : The Care of the Aged, C. V. Mosby, St Louis.
- 1954 : avec Isabella Clark Swezy, Handwriting and the Emotions, American Graphological Society.